# ミトラィユーズ
ミトラィユーズ（フランス語：Mitrailleuse、発音[mitʁajøz]）とは、フランスにおいて一般的にライフル弾を高効率かつ連続で射撃する武器を総称する単語である。したがって、フランス語で“Mitrailleuse”と言った場合は現代的な全自動火器も含まれる。しかし、英語で“mitrailleuse”とする場合は、ライフル弾を用いた多銃身斉発砲のことをあらわす。

## 概要
最古のミトラィユーズは1851年にベルギー陸軍大尉の トゥサン＝アンリ＝ジョゼフ・ファフシャン が発明した。ガトリング砲の発明される10年前のことである。続いて1863年にモンティニー ミトラィユーズが開発される。そして1866年、フランスにおいてレフィエ・ミトラィユーズの名で知られる25砲身の"Canon à Balles"が重要機密として採用された。これが陸軍で大規模戦争中に制式装備として運用された初の連射火器となった。1870年から1871年にかけて戦われた普仏戦争においてのことである。
鋼製のブロック内に25発の13mm（.51口径）センターファイア式実包を収容し、射撃前に薬室に対して固定された。ハンドルを回せば25発の弾丸が立て続けに射出される。レフィエ・ミトラィユーズの場合、実現可能な発射レートは100発/分、有効射程はおよそ2000ヤード(約1.8km)であり、これはドライゼ銃を大幅に上回る。レフィエ・ミトラィユーズは6門の砲列で運用され、砲兵員によって操作された。これらは歩兵支援火器ではなく、特殊な火砲としての性格が強かった。
革新性と良好な弾道特性にもかかわらず、その基本的な概念と運用法には欠陥があったことからレフィエ・ミトラィユーズは戦術的な兵器としては失敗した。また、普仏戦争開戦時点でレフィエ・ミトラィユーズは210門しか存在しなかった。フランス陸軍は野戦での運用を1871年に打ち切った。ガトリング砲が電動化されて広汎な成功を収め、今日まで生き残っているのとは対照的である。ミトラィユーズそれ自身は手動操作であったが、それでもなおMitrailleuseという言葉は機関銃を示す一般的な言葉としてフランス語に定着した。

## 歴史

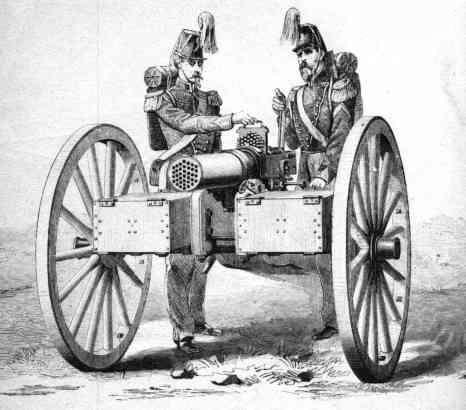
37砲身モンティニー ミトラィユーズ,1863年開発。

最初のミトラィユーズは、前述のとおりベルギー軍のFafchamps大尉が1851年に開発した手動発射式の50銃身斉発砲である。彼は大まかな試作銃を製作し、彼の発明を描き残した。この機構は1850年代にLouis Christopheとベルギー人のエンジニアであるJoseph Montignyによって改良され、37本の銃身を持つモンティニー ミトラィユーズとして完成された。後、Joseph Montignyは1859年にナポレオン3世に彼の設計を用いるよう提案し、それがフランスにおけるReffyeミトラィユーズの開発へと至った。MontignyとJean-Baptiste Verchère de Reffyeが共同して設計したReffyeミトラィユーズは、1865年、フランス陸軍により制式採用が決定された。
当初秘密兵器として秘匿されていたが、この銃は普仏戦争において広汎にフランス砲兵が実戦使用することとなった。またこの戦争の後期には、ガトリング砲を含む少数の他の設計からなる機関銃もフランス政府によって購入された。Reffyeミトラィユーズは当初少数が製造され、機密とされた。開戦時の1870年7月でわずか200門ほどしか戦場に配備することができなかった。普仏戦争中に出した惨憺たる結果、これもまた正規のフランス野戦砲兵隊をフランス皇帝ナポレオン3世の目が行き届かない位置に置くこととなった。

## 技術上の特徴

### 設計

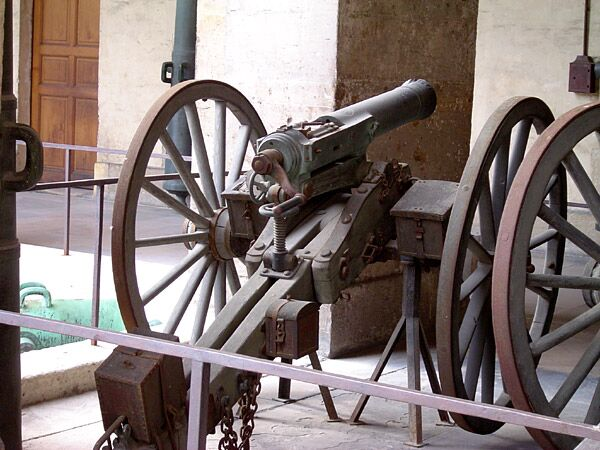
de l'Armee博物館所蔵の25銃身を持つReffyeミトラィユーズ。

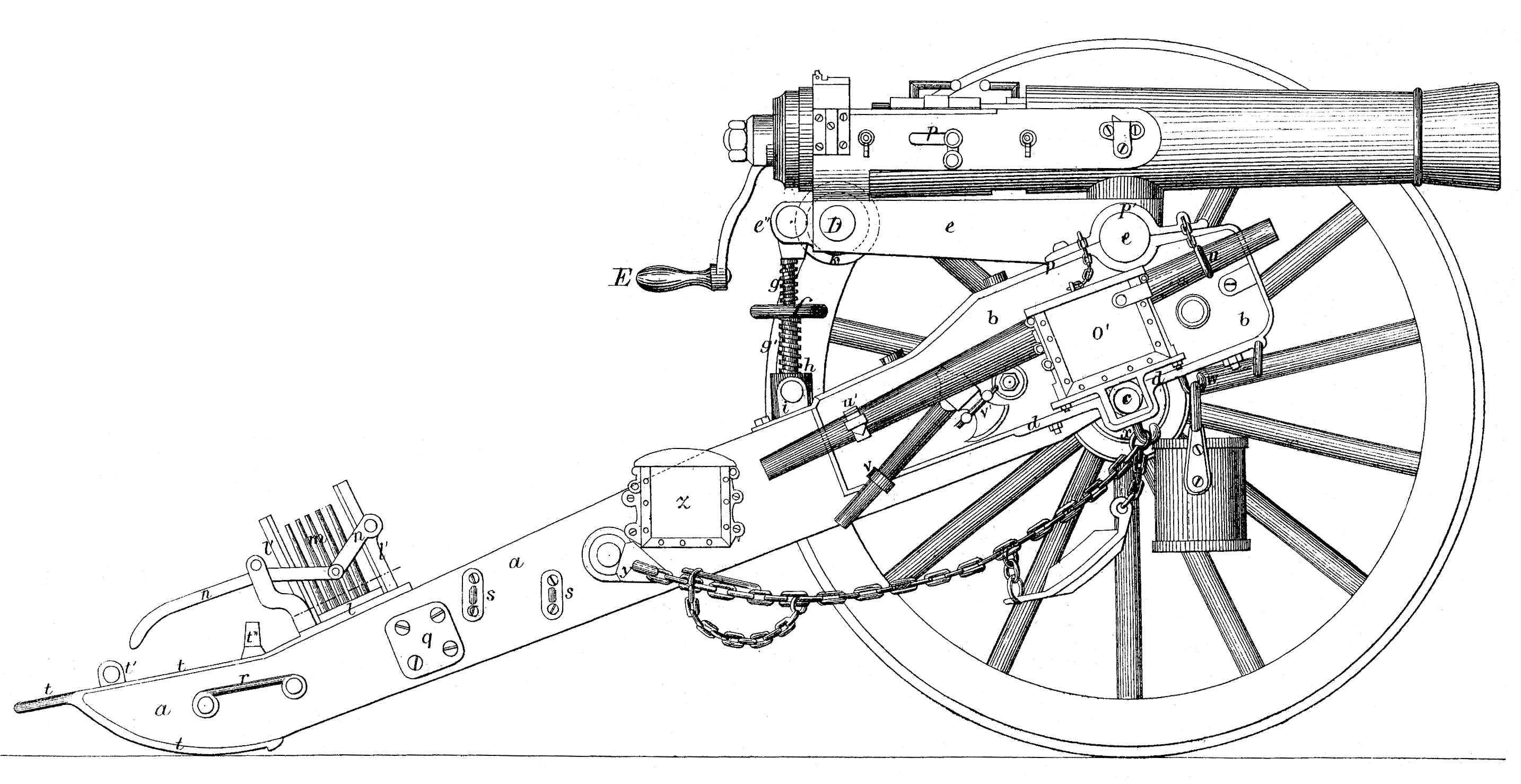
Reffyeミトラィユーズの側面設計図。

ミトラィユーズは基本的な構成要素を設計に共有しつつも、幾種かの概念による派生型が開発された。これらの特徴は数十本の施条された銃身を互いに集束して既存の火砲用砲架へ据砲、または一つのモデルの場合であるが、三脚架に搭載したものである。弾薬は１つのブロックに保持され、銃身後端にて開放された薬室へと収められた。手動閉鎖レバーまたは大型の水平ネジの操作により全ての銃身が同時に装填され、2つ目のレバーを素早く操作して（一部のモデルではクランクを回して）各銃身を連続して発射した。こうしたことからこの兵器には、フランス語のニックネームであるmoulin à café（コーヒー挽き）がもたらされた。非常によく似た名前としては、南北戦争時にアメリカで投入された、手回し式・機械式装填・連続発射・回転式多銃身のコーヒーミル・ガンがあげられる。
弾薬を収める板もしくはブロックは手動で外してからでないと、次の装填済み弾薬板を挿入できなかった。ガトリング砲や後の高速発射可能な自動火器と異なり、装填と発射の工程は全てが手動だった。同時期の標準的な歩兵用小銃に比較して、これらの工程の速度が大幅に向上したことがミトラィユーズの大きな革新であった。
ミトラィユーズの各型は、以下の表で要約されるように銃身数や各型で異なる口径で区別された。
| 形式名称                    | 銃身数 | 銃身配置                                    | 口径  | 年1    | 注記                                             |
| Fafschamps                  | 50     | 集束                                        |       | 1851年 | 撃針により発火、紙製薬莢。試作銃と設計図。       |
| Christophe-Montigny         | 37     | 集束                                        | 11 mm | 1863年 | 私的に開発され、主としてベルギー陸軍が使用した。 |
| Reffye                      | 25     | 五本並列(5 x 5)                             | 13 mm | 1865年 | フランス陸軍が普仏戦争にて広汎に使用した。       |
| Bollée                      | 30     | 二重の円状 (18本が外輪に、12本が内輪に配置) | 13 mm | 1870年 | フランス陸軍が普仏戦争で使用。                   |
| Chevalier et Grenier        | 16     | 水平に二列 (2 x 8)                          | 11 mm | 1870年 |                                                  |
| Gabert                      | 04     | ???                                         | 11 mm | 1870年 | 三脚架に搭載、他の移動型砲架と異なる。           |
| Notes: [1] 年は開発された年 |        |                                             |       |        |                                                  |

ミトラィユーズの各型の多くは火砲仕様の移動型砲架に搭載された。このため銃本体と砲架の重量は最高900kgにもなり、戦場で操砲するには重たくやっかいになった。Reffyeミトラィユーズの約3分の1が、敵の銃火から銃手を保護するために鋼製の防楯を装着した。これは1871年の後期に、おそらく普仏戦争の戦場の状況に応じて投入されたと推測される。

### 弾薬と発射速度

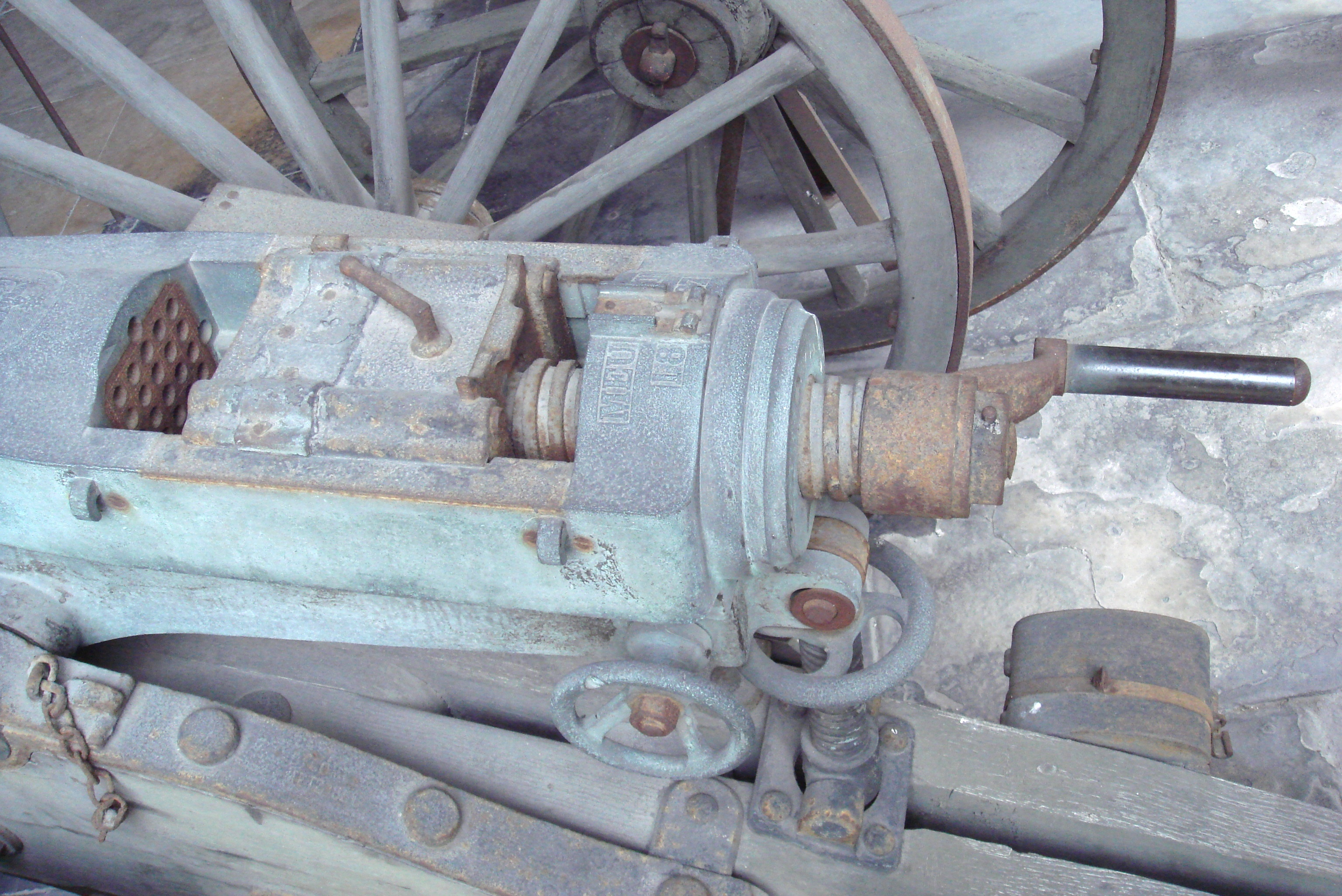
Reffyeミトラィユーズの作動機構。

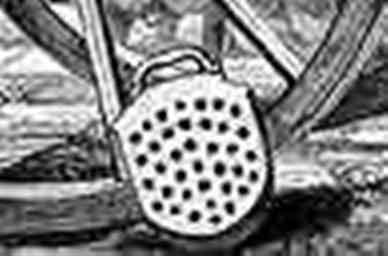
モンティニー ミトラィユーズの弾薬板。37発の弾薬を収容するよう設計されており、射撃前に薬室へスライド式に挿入する。

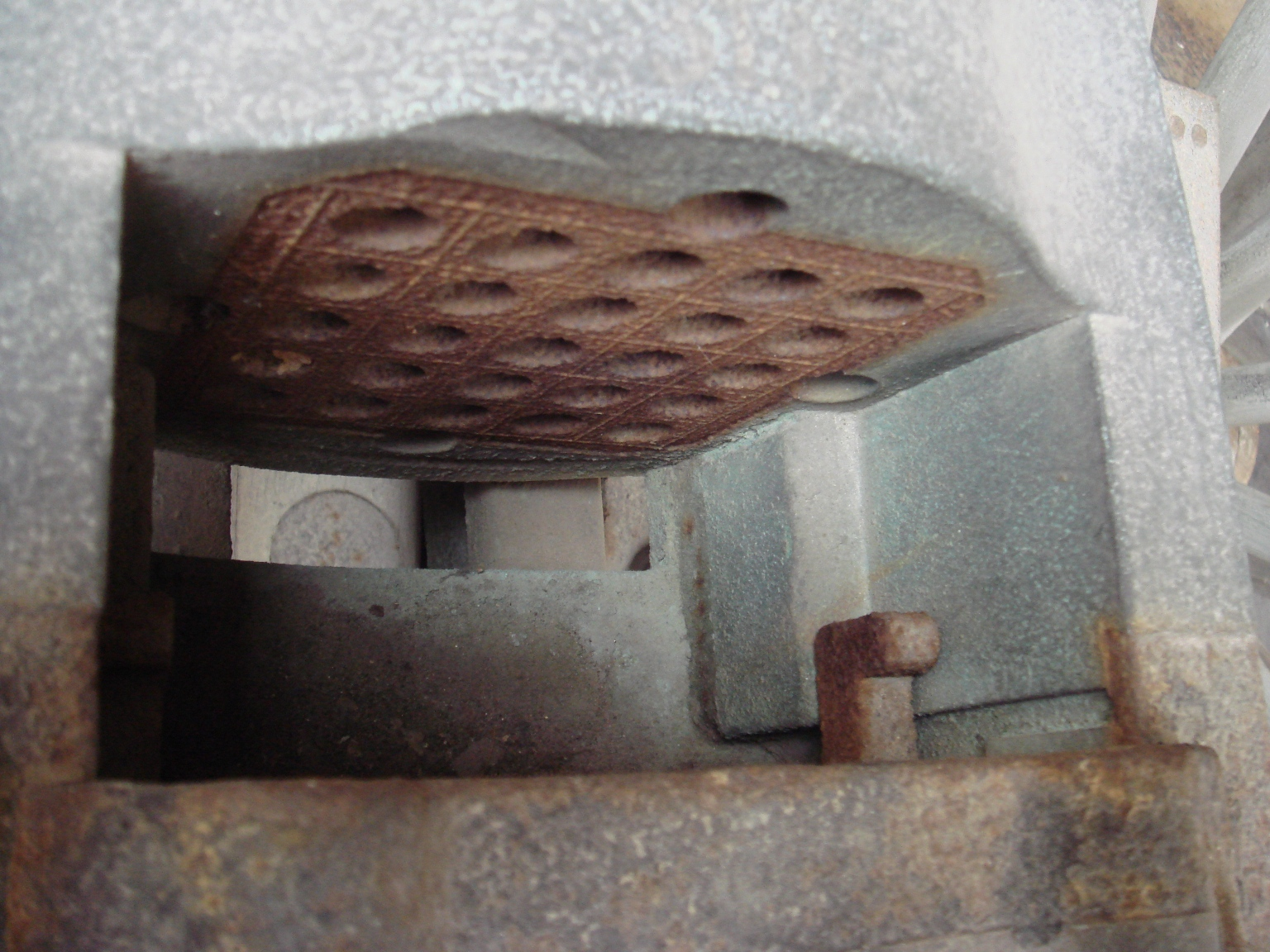
Reffyeミトラィユーズの弾薬ブロックを収めるハウジング部分。

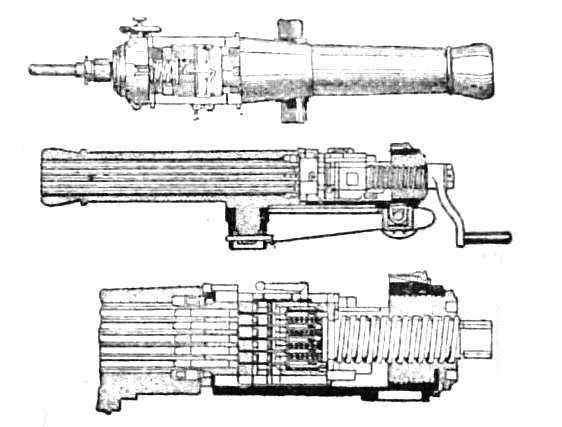
Reffyeミトラィユーズの25銃身部分

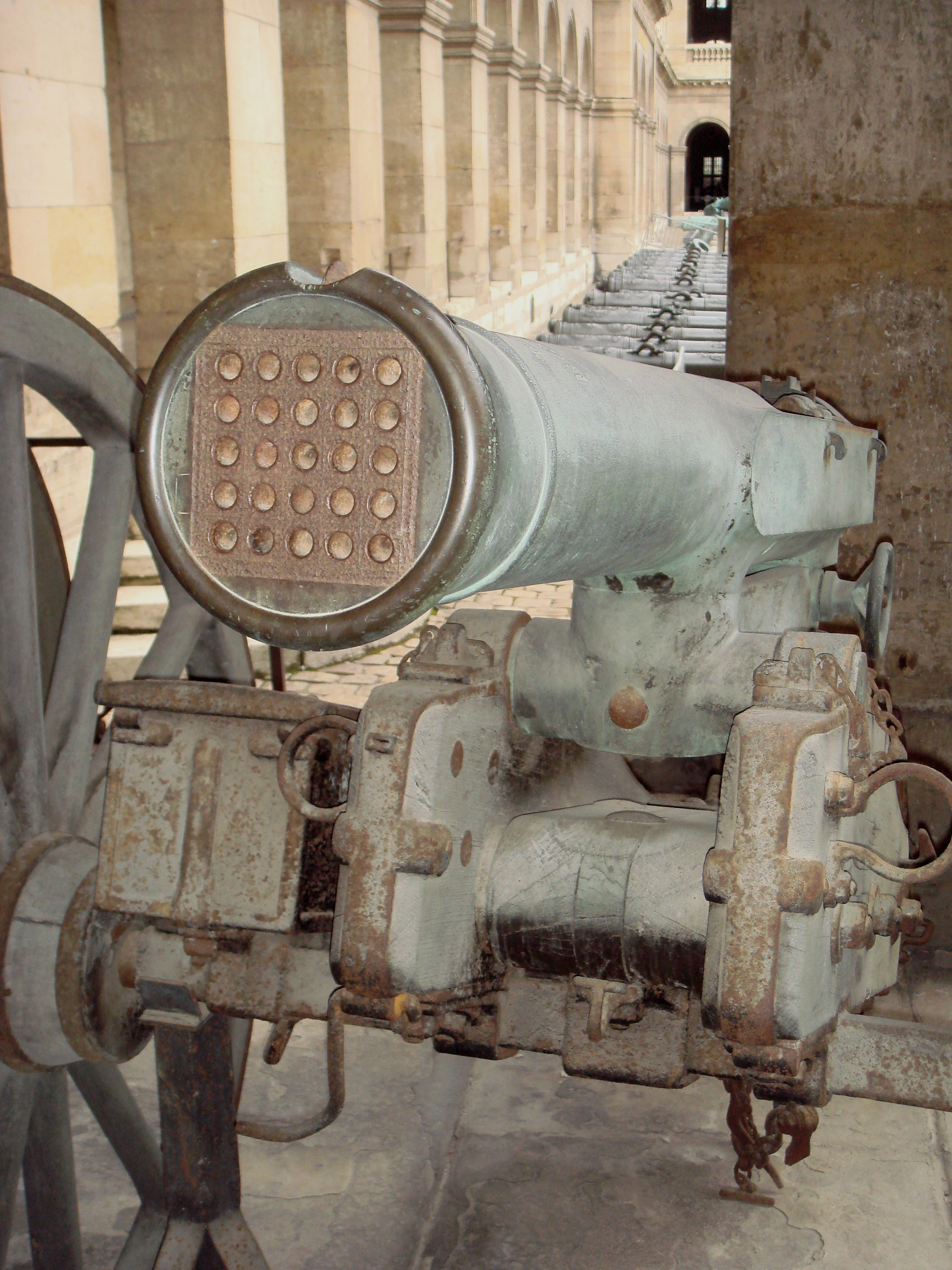
Reffyeミトラィユーズの銃口。

ミトラィユーズは手動で装填するため、その発射速度は操作者の技量に大きく依存していた。熟練射手によるReffyeミトラィユーズは標準的な射撃では1分につき4度の連射（100発）を継続でき、非常事態ならば1分につき5度の連射（125発）に達した。１度の連射（25発）の発射速度は、射手が銃尾部の右側に装備されている小さな手動クランクを操作することによって調節された。つまりこの兵器の25本の銃身は一度に発射されるのではなく高速連射されるものであった。675kgという大重量によって、Reffyeミトラィユーズは射撃中に反動でぶれることが無かったが故に一連の発射の後に目標に対する再照準の必要はなかった。射撃時に反動がないことは普通の野砲に勝るかなりの利点として、Reffyeにより売り込まれた。通常のreffyeミトラィユーズの砲列では、各砲列に6門をほぼ横並びに並べて同時に発射した。
Reffyeミトラィユーズは13mmのセンターファイア式薬莢を使用した。これはGaupillatによって設計されたもので、当時の弾薬の設計では最高水準の技術を代表していた。この弾薬は現代の細長い散弾銃用実包に類似していた。センターファイア式で、縁付きの真鍮製の頭部とダークブルーで強化されたボール紙の薬莢体であった。重量50g、口径13mmのパッチ付き弾頭は圧縮済みの黒色火薬で推進され、砲口初速は480m/sで、シャスポー銃またはドライゼ銃の弾薬より3.5倍強力であった。これは当時存在した最も強力な小銃サイズの弾薬である。Reffyeミトラィユーズは口径11mmのシャスポー銃用の紙製燃焼薬莢には対応しなかった。
13mmのセンターファイア式ミトラィユーズ用実包は鋼製のブリーチブロックの中へ装填された。モンティニー ミトラィユーズではこれと異なり、実包は弾薬板の基盤に固定される。ミトラィユーズの発射に際しては一つのブロックを射撃中に、もう一つはエキストラクター上で空薬莢を除去しつつ、さらにもう一つは包装済みの25発弾薬箱から装填する、連続射撃のために3つのブリーチブロックを使用した。
この兵器の銃身は掃射のための旋回ハンドルによって前後および水平方向へ可動できた。しかし射角は狭いものであり、かつ、短距離で効果的な掃射を行うには、銃身が横から横へと十分な角度で旋回できなかった。この兵器の戦場での発砲は非常に限定的で、プロイセン兵はしばしば一度に複数の銃弾を受けた。普仏戦争での早期の交戦では、1870年8月6日、アルザスのフォルバッハにおいて、プロイセンの将官であるde:Bruno von Françoisが、斉射されて非常に密な間隔で並んだ4つの弾丸によって倒された。プロイセン連隊の記録によれば、これらの4つのミトラィユーズの弾丸は600m離れた距離から射撃されていた。フランス軍の砲兵は、短距離の局地防御のため、同一の薬莢から3発の弾丸を発射可能な特殊弾薬を開発することでこの問題の修正を図った。

## 開発

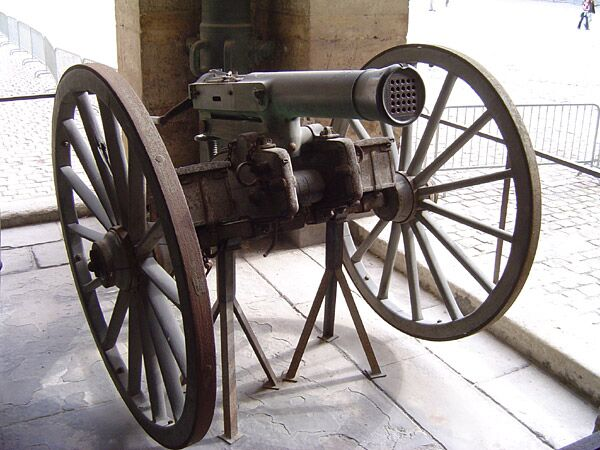
フランスのパリに所在するde l'Armée博物館所蔵のReffyeミトラィユーズ「Le Général Duchand ("Canon à balles modèle 1866")」、前面からの写真。

ミトラィユーズはフランス陸軍での運用によって最も良く知られているが、実際には最初の使用は1850年代のベルギーでなされ、これは要塞の壕を防御するための固定兵装であった。それは50本の銃身を持ち、撃針発火式で、紙製薬莢を用いる兵器であり、Fafschampsによって設計された。それから後の1863年、この兵器は37本の銃身へと改善され、11 X 70R mmのセンターファイア式弾薬を使用し、装輪式の火砲用砲架に搭載されるものとなっていた。この変容は産業的な冒険としてChristopheおよびJoseph Montignyにより実行された。彼らはブリュッセル近郊のFontaine-l'Evêqueでこれを行い、新兵器をヨーロッパへ売り込もうと努めた。
1863年、フランス陸軍はChristopheとMontignyのミトラィユーズに興味を示し、フランス陸軍砲兵委員会はベルギー製兵器の採用の可能性につき審査に着手した。しかしながら他の方法が決定された。それはミトラィユーズという兵器を唯一フランスの工業において生産することが妥当であるということだった。1864年5月、Edmond Leboeuf将軍は皇帝ナポレオン三世にNote sur le Canon à ballesと題名された準備報告書を提出した。全面的な生産は最高機密としてVerchère de Reffye中佐（1821年生、1880年没）の指揮下に1865年9月から開始された。組み立てと幾門かの製造にはムードンの工場が充てられたが、多数の部品が私的な工場の部局から供給された。陸軍は既にMle 1866 シャスポー小銃のため、5年分の予算の多くを費やしており、資金が限定されたために生産が遅延、皇帝ナポレオン三世の機密費から開発および製造の費用を支払うことを余儀なくされた。1868年、ベルサイユ近郊のSatoryにて、新兵器は軍用の射程で完全に試験された。状況は最高機密であった。スパイの恐れから、離れた目標に射撃している間、試作銃はテントの中に隠匿された。ミトラィユーズは顕著な効率で作動機構の性能を発揮し、戦場での状況が非常に期待された。
総数215門のミトラィユーズと500万発の弾薬が1870年7月までに生産されたが、戦争にプロイセンが参戦した時点で190門だけが運用され、実戦投入可能だった。

## 運用上の教義
フランス陸軍は、歩兵支援兵器よりもむしろ火砲としてミトラィユーズを使用した。任務には後、機関銃の役割も充当された。実のところフランス陸軍のReffyeミトラィユーズの制式名称は"le Canon a Balles"であり、この呼称を字義通りに訳すならば「銃弾を射撃する大砲」であった。
"Comparing the fire of the Mitrailleuse to that of the rifle is misunderstanding the role of the Mitrailleuse. This weapon must begin to fire with effectiveness only at ranges where the rifle no longer carries. It must, for the great ranges of 1000 to 2500 metres compensate the insufficiency of grapeshot."「ミトラィユーズの射撃を小銃のそれと比較するのはミトラィユーズの任務を誤解している。この兵器は、小銃が投射し得ない射程においてのみ効率的に射撃し始めねばならない。これは葡萄弾（火砲で運用する散弾）の不足する1,000mから2,500mの広い射程を補償せねばならない。」—Auguste Verchère de Reffye.
ミトラィユーズは砲兵によって開発されており、当然これは砲兵員が操作し、通常の4ポンド野砲を装備した砲兵部隊に付属された。各ミトラィユーズの砲列は6門の銃および6名の砲兵員から構成された。1名は正面左に立って銃を射撃する際、もう1名は正面右に立ち、掃射のために銃を水平方向へ旋回させた。他の4名の兵員は、照準、装填、および再装填に従事した。Auguste Verchère de Reffyeは一貫してミトラィユーズを砲兵用の兵器として見ていた。
"The use of the Mitrailleuse no longer has anything in common with that of normal cannon, the employment and task of this piece deeply modify artillery tactics… Very few officers understand the use of this weapon which, however, is only dangerous by the manner one uses it…The partisans of the mitrailleuse are found among the young who crewed them during the war; but there are far fewer among superior officers."「ミトラィユーズの使用は普通の火砲の常識的なそれとすっかり同じで、この部隊の運用と任務は砲兵の戦術を深く変更する。……ごく僅かな士官達はこの兵器の使用を理解し、しかし、それが孤立して使用された時にのみ危険である……ミトラィユーズの支援者達は、戦争中に砲兵員であった若者達の中に見出せる。しかし上級将校の中にはごく僅かである。」—Auguste Verchère de Reffye, 1875.
ミトラィユーズを火砲として戦場に投入するのは、致命的に欠陥のある概念だった。ドライゼ小銃による銃撃の命中弾を回避する指示により、ミトラィユーズの砲列は敵の散兵線から1,400m離して組織的に展開された。ミトラィユーズの最大射程が3,400mであるにせよ、彼らが交戦した距離はまれに2,000mを越えた。これはミトラィユーズが配属された従来のフランス砲兵隊には非常に短かった。しかしながらそれは遠すぎ、そのような長射程をミトラィユーズに備えられた二つの照準器でこなすには、距離の測定と目標の選択が極めて困難であるという事実をもたらした。たとえばミトラィユーズの弾丸が地上に着弾するのをこのような遠距離から観測するのは、敵兵の列が、彼らへの命中弾で混乱でもしない限り不可能だった。現代の機関銃がその最大射程より遙かに短射程で用いられることは留意されるだろう。例としてM60機関銃では最大射程が3,725mであるのと比較して通常の有効射程が1,100mである。対照的にミトラィユーズでは、しばしばこの射程より外部で、また光学照準器の装備なしに用いられた。Reffyeミトラィユーズが有する作戦運用上のこれらの欠陥は、普仏戦争の中で決定的に機能不全であることが判明した。

## 戦争でのミトラィユーズ

### 普仏戦争(1870年から1871年)
1870年7月15日、プロイセンとの戦争が勃発したことは、フランス陸軍のいくぶん混沌とした動員へと至った。
ミトラィユーズの砲列は、特に深刻な問題に直面した。書類上では彼らは組織されたことになっていたが、本当の砲兵隊は戦争が勃発しても銃がムードンやパリ周辺のMontrouge,、Issy、またMont-Valerienに保管されていた。砲兵員は指名されていたがまだ招集状態になかった。大多数の兵員はほとんどか全くこの兵器の操砲訓練をしておらず、照準と測距の特性も知らなかった。詳細な取扱説明書は1870年1月に印刷されたが、開戦直前に配布されただけだった。この兵器を取り巻く機密により、幾人かの砲兵司令官だけがこれをどのように効果的に配備運用するかを把握しており、多数の将官はこれが存在することも知らなかった。Army of Châlonsの司令官であるパトリス・ド・マクマオン元帥はこれに抗議した。彼は、開戦後二ヶ月たった1870年11月2日のセダンの戦いで、1門が彼の前を通過するまでミトラィユーズを見ていなかった。
ミトラィユーズはこの戦争で、大きな戦いの多くに投入されたが、数は少なく、Reffyeの派生型を含め190門だけがフランス陸軍の全保有数であることは、大いに戦場でのこれらの銃の効果を制限した。これらの銃が作戦運用上の欠陥を持つことは戦場において深刻な問題だった。ミトラィユーズは本質的に弾道の観念に厳密であり、砲兵員はかなり遠くの目標に対し、しばしば十分に速く敵に照準を合わせることができなかった。さらにまた、個別の25発斉射は非常に集弾性が狭く、長距離でさえ横方向の分散が欠けていた。さらに悪いことには、複雑な射撃機構は未熟な砲兵員の手による破損に弱かった。黒色火薬の燃焼の残滓と砲尾の完全な閉鎖の困難性から作動機構を汚損することは、長時間の射撃後の問題として報告された。

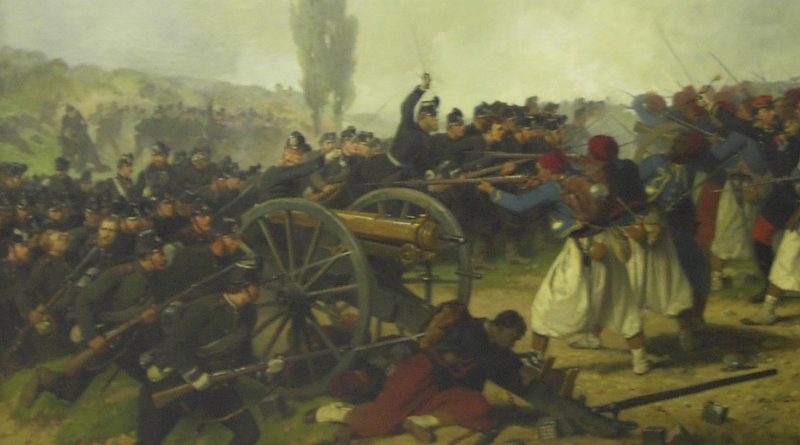
普仏戦争時に、ザクセン猟兵（左）によって強襲を受けるReffyeミトラィユーズ。

Reffyeミトラィユーズが本領を活かして投入された2、3の例では、彼らが重大な衝撃を与えられることを示した。Gravelotteの戦闘では、バーブ大尉のミトラィユーズの砲列が標的を射程内に素早く発見し、密集していたプロイセン軍の歩兵連隊を壊滅させ、この戦闘での異例に高いプロイセン軍の犠牲者数に寄与した。また、ミトラィユーズが効果的に銃撃を行った他の例としては、Saint PrivatおよびMars-la-Tourの戦いが記録されている。しかしほとんどの場合、ミトラィユーズは効果がないと判明した。この戦争の後、シャスポー小銃の射撃は、Reffyeミトラィユーズのそれよりはるかに多数のプロイセン軍側の犠牲者を生じさせたと結論された。しかしながら、約100,000挺のシャスポー小銃が常に戦闘にて交戦したのと対照的に、Reffyeミトラィユーズは常時200門以下が戦闘に投入された。
プロシア人と外国の批評家は、ミトラィユーズの示した性能に感慨を覚えなかった。プロシア人の場合、彼らの意見は疑う余地なくプロパガンダによって染められていた。彼らは極めて少ない機関銃または斉発銃を自ら保有し、また新しい兵器技術に直面して少なからず士気を維持するという理由から、彼らはミトラィユーズの効果を軽蔑した。にもかかわらず彼らはこの兵器を脅威としてとらえ、プロイセン軍の砲兵は常にミトラィユーズの砲列を優先して交戦し、撃破した。この兵器の特徴は「唸れるヤスリ」として、若干の印象をとどめたようである。プロイセン軍の兵隊はミトラィユーズを「Höllenmaschine」、地獄の機械と呼んだ。

戦場での故障がもたらした非常に多くの効果は、速射兵器が役立たないという確信へ至らしめた。アメリカ合衆国の将軍ウィリアム・バブコック・ヘイズンはこの戦争を批評し、
The French mitrailleuse had failed to live up to expectations.  The Germans hold it in great contempt, and it will hardly become a permanent military arm.「フランスのミトラィユーズは期待に恥じない行いに失敗した。ドイツ軍はそれを非常に侮っており、またこれは不変の軍用兵器になることは困難だろう。」
とコメントした。ストリクトリーは、Reffyeミトラィユーズのような手動操作の斉発銃は技術的な袋小路にあり、またこれらは急速に完全自動式の機関銃に代替されるだろうと語った。
セダンの戦いで、フランスが壊滅的な大敗北を喫したことに続くナポレオン3世の退位の後、レオン・ガンベタが率いる共和政府の支配力にフランスの非常大権は移された。彼は、国防と戦争用の兵備の継続的な製造を活発に組織した。従来の兵器生産の大部分はフランスの地方におかれていたが、パリの4ヵ月の包囲の間、幾門かのミトラィユーズがパリ市内で修理され、または製造まで繰り返された。
ミトラィユーズと弾薬の製造は、西フランス沿岸のナント市でDe Reffyeの監督下に再開された。追加のミトラィユーズ122門が、破壊または捕獲された約200門のミトラィユーズを代替すべく、ナントで製造された。

### メキシコでのヤクイ族に対する投入
ミトラィユーズはまた、Cajemé(本名José Maria Leyva)の指揮するヤクイ族に対し、メキシコ連合軍により投入されたと報告されている。Cajeméは1874年から1887年にかけ、彼を支持する人々の著名なリーダーであった。

### 戦後

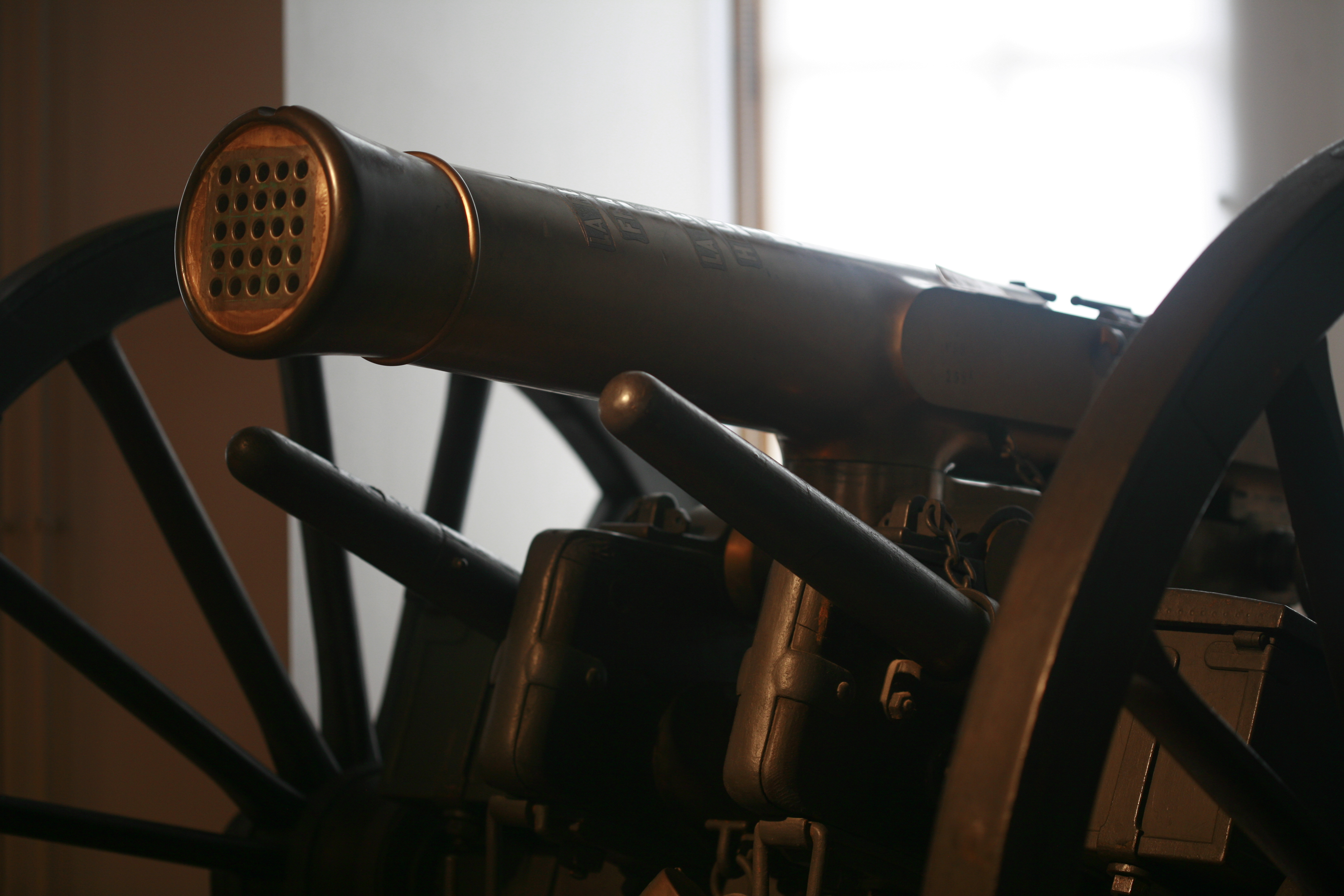
フランス共和国からスイスに寄贈されたミトラィユーズ。

1871年5月のプロシアとの休戦の後、アドルフ・ティエール指揮下の兵士によるReffyeミトラィユーズの最後の投入例の一つが記録されたが、これはパリ・コミューンの鎮圧に続き、ブローニュの森で捕らえられたコミューン支持者を砲兵部隊が処刑した際のものである。Reffyeミトラィユーズを使用した類似の事件が、パリ中央に位置するCaserne Lobauの兵舎で行われたことが報告されている。
普仏戦争においてフランス陸軍の配備していた全268門のreffyeミトラィユーズのうち、かなりの門数が生き残った。さらに122門のミトラィユーズが1870年から1871年の作戦中に捕獲されていたが、これらは1875年、ドイツがロンドンの余剰兵器取り扱い業者を介し、フランスへ売却されて返ってきた。1885年までに、要塞内部の濠に対し、側面からの防御砲火を付与するため、フランスの目録に残る全てのミトラィユーズは固定局地防御任務に指定された。最後に残ったReffyeミトラィユーズが東部フランスの要塞から撤去されたのは1908年と遅かった。Reffyeミトラィユーズは、1870年から71年にかかる普仏戦争の前と後のどちらの期間でも、フランス政府によって売却されたことは全くなかった。これは他のタイプの手動操作する斉発銃、例えばベルギー製のモンティニー ミトラィユーズや、またはガトリングガンともしばしば混同されている。
1882年中のエジプトにおけるオラービー・パシャに対するこれらの作戦の後、イギリスでは幾門かのミトラィユーズを捕獲したことを記録している。これらはどれも戦闘に投入された形跡はない。

## ミトラィユーズの軍用装備としての影響

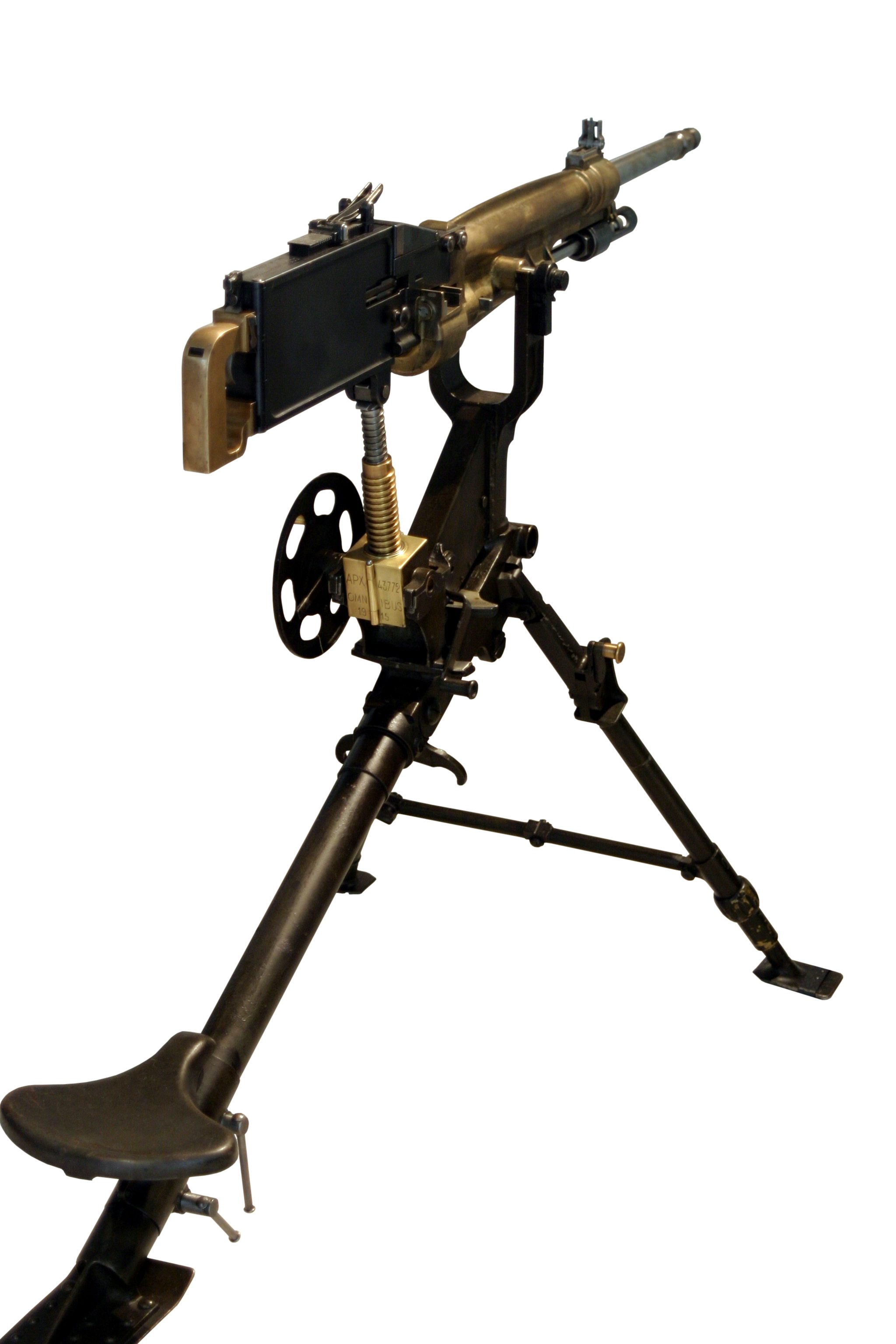
サン＝テティエンヌ Mle1907重機関銃。

ミトラィユーズの貧弱な性能が及ぼした長期の影響は、歴史家の間で少々の論争の対象となった。『Machine guns: An Illustrated History』では、J・ウィルバンクスが、普仏戦争でのこの兵器の効果の無さが、特にヨーロッパ大陸の各国陸軍における機関銃配備への長年の反対という結果を招いたと主張している。フランス陸軍が1897年にオチキス機関銃の装備を選択するまで、自動式の機関銃の採用に至らなかったことは真実である。この後にはホッチキス Mle1914重機関銃の配備が続いた。フランス軍はまた、もう一つ自動式の機関銃であるサン＝テティエンヌ Mle1907重機関銃を採用した。フランスの部局が機関銃の採用に当たって示した相対的な遅延は、ミトラィユーズの故障によって引き起こされた慎重さの結果であることを示唆している。この論には幾つかの弁明があり、マキシム機関銃は当初から繰り返してフランス兵器局により試験された。
戦争の結果すぐ、フランスでは彼らの装備する伝統的な火砲に対し、より大きな改善を提案した。シャルル・ラゴン・ド・バンジュの開発した野戦砲用部品（1877）と、最終的にはM1897 75mm野砲としてよく知られる火砲を開発する強い動機づけとして、1870年から71年における作戦中のフランス軍火砲の故障が挙げられた。標準状態で1分当たり15発の砲弾を砲撃する1門の75mm砲は、6km離れて1分当たり4,350個の致死的な榴散弾の弾片を投射したが、これに対して1門のReffyeミトラィユーズは、1分当たり75発の弾丸を2kmの距離から投射した。兵装システムの効率性は、30年で2桁増強された。

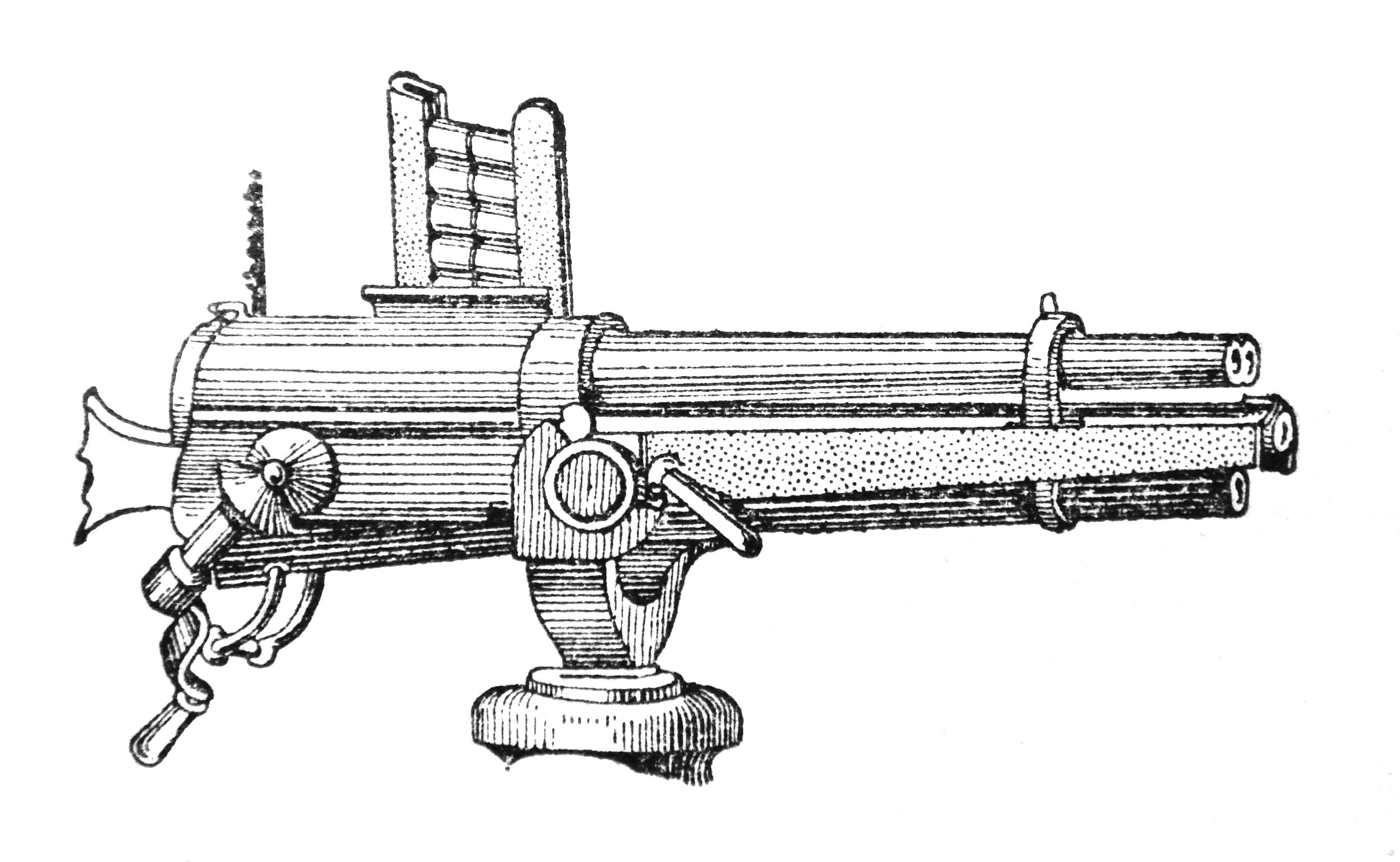
ホチキス37mm多銃身速射砲。1879年製造。

このような改良で火砲がより長射程化したにもかかわらず、いまだにより良い短・中距離歩兵支援火器を開発する必要が残っていた。1871年から1890年代までの期間に、種々の新規なヨーロッパ製、またはアメリカ製の手動機関銃が設計され、多くのヨーロッパ陸軍によって採用された。多量のガトリングガンがアメリカ合衆国から購入され、アフリカ、インドおよびアジアにおける植民地戦争で西ヨーロッパの大国により用いられた。普仏戦争中の1871年前半には、25門のガトリングガンがフランス軍の手で実戦投入された。これらは西フランス、ル・マンでの交戦で特に巧妙に運用された。さらにフランス兵器局は、彼らの海軍と東部の防塁のために、多数の手動式機関砲を購入した。37mm多銃身速射砲、いわゆるホチキス製「リボルバーカノン」（「ホチキスリボルバーカノン」という製品名だが、構造・機構的にはガトリング砲の亜流）が、国外在住のアメリカ人ベンジャミン・B・ホッチキスの会社によって、1879年以後フランスで製造された。しかし1890年代までに、ヨーロッパの陸軍はマキシム機関銃やコルト・ブローニングM1895重機関銃、1897年製のオチキス機関銃などの完全自動式の機関砲に賛同し、彼らの保有するガトリングガンや手動式機関砲を退役させ始めた。このような兵器は、1914年に勃発した第一次世界大戦により一般的かつ悪名高くなった。

### 現代語でのミトラィユーズの使用
ミトラィユーズ・ホチキスが1897年に採用され、以下の様式が定まったことから、今なおフランスにおいて機関銃はミトラィユーズと呼称される。ファブリックナショナル社は5.56mm NATO弾用の機関銃であるMINIMIを開発したが、その由来はミニ・ミトラィユーズという言葉からであり、これは小型機関銃の意である。
オランダでは、mitrailleurという言葉が広汎に機関銃の同義語として用いられる。明確にこの語はオリジナルのmitrailleuseの、フランス語の性を変えたものを由来としている。
この言葉はノルウェー語でも使用される。綴りがmitraljøseでわずかに異なるものの、発音は類似する。ノルウェーでは今日、この言葉は三脚に搭載する機関銃（MG3は要目上でmitr-3と表記される）をさす。
ポルトガル語では関連語としてmetralhadoraが使用される。 これはフランスのミトラィユーズに由来するが、発音は異なっている。この語はどのような自動式の火器をもあらわす。同様にスペイン語ではametralladoraが機関銃を示す言葉である。metralletaはフランス語におけるmitrailletteに関連し、サブマシンガンを示す。
この言葉はルーマニアでも生き残り、機関銃を総称する言葉はmitralierăである。またスロベニア語、クロアチア語およびセルビア語でのそれはmitraljezである。
ミトラィユーズという単語は、現代のイタリア語であるMitragliatriceの語源であり、語義は同様に機関銃である。

## 現存するミトラィユーズ

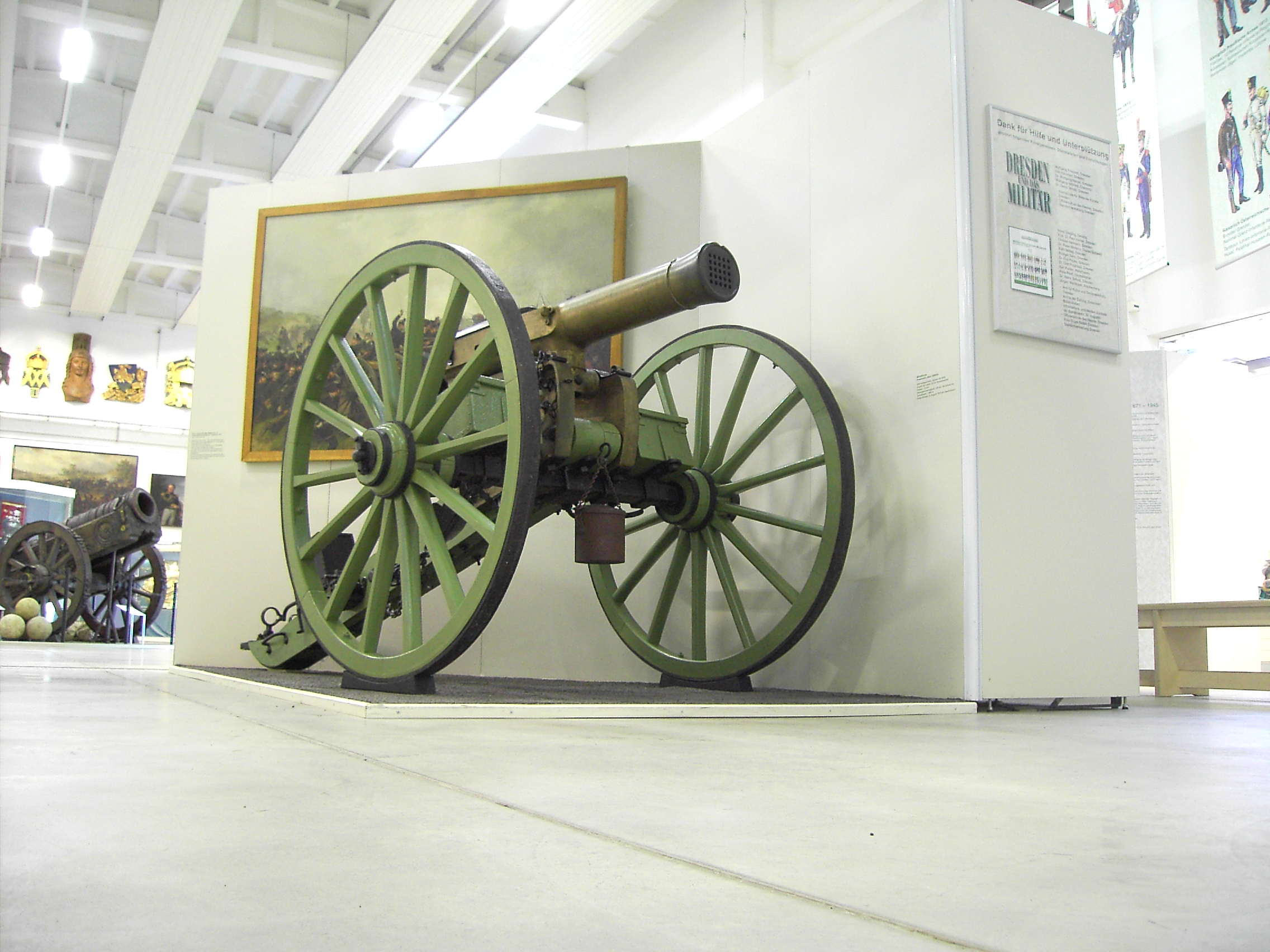
ドイツ連邦軍軍事史博物館が収蔵するReffyeミトラィユーズ。ドイツのドレスデン市に所在。

オリジナルのミトラィユーズは、パリのオテル・デ・ザンヴァリッド内に所在するMusée de l'Arméeにて2門を見ることができる。雨から保護されてはいたが、これらは屋外に置かれ、一世紀以上のあいだ外気に露出したことからひどく損傷した。Musée de l'Armée所蔵のミトラィユーズは、近ごろ2門のうち1門が、現代製の四角い防楯をつけるようになったが、これは本物ではなく、普仏戦争に投入されたReffyeミトラィユーズには決して存在しなかったものである。他によりよく保存されているミトラィユーズはベルギーのブリュッセルに所在するRoyal Museum of the Armed Forces and of Military Historyで、またスイスのMorgesにあるMusee Militaire Vaudoisでも見ることができる。さらにドイツのフライブルク近郊ハイターシャイムにあるドライエックラント博物館では、良好な保存がなされたReffyミトラィユーズが収蔵品として展示されている。またもう一門として、非常に良好な保存状態のミトラィユーズが、ドイツのドレスデンに所在するドイツ陸軍歴史博物館にて展示されている。